# Kabinet-Kohl II
Het kabinet–Kohl II was het West-Duitse kabinet van 29 maart 1983 tot 12 maart 1987. Het kabinet werd gevormd door de politieke partijen Christlich Demokratische Union Deutschlands (CDU)-Christlich-Soziale Union (CSU) en de Freie Demokratische Partei (FDP) na de verkiezingen van 1983 en was een voortzetting van het vorige kabinet Kohl I. Helmut Kohl de partijleider van de CDU diende een tweede termijn als bondskanselier en Hans-Dietrich Genscher de partijleider van de FDP diende als vicekanselier.
In december 1982 wist bondskanselier Kohl, enkele weken na zijn aantreden, de ontbinding van de Negende Bondsdag te bewerkstelligen. Hierdoor werden er in maart 1983 vervroegde Bondsdagverkiezingen gehouden. Bij de verkiezingen boekten CDU/CSU een flinke winst, terwijl de SPD een verlies boekte. Kohls coalitie van CDU/CSU/FDP kreeg 48,8% van de stemmen, waardoor de coalitie kon bogen over een ruimere meerderheid in de Bondsdag dan voorheen het geval was. Het kabinet-Kohl II bleef tot 12 maart 1987 aan de macht en werd toen afgelost door het kabinet-Kohl III.

Premier van Canada Pierre Trudeau, voorzitter van de Europese Commissie Gaston Thorn, bondskanselier Helmut Kohl, president van Frankrijk François Mitterrand, president van de Verenigde Staten Ronald Reagan, premier van Japan Yasuhiro Nakasone, premier van het Verenigd Koninkrijk Margaret Thatcher en premier van Italië Amintore Fanfani tijdens een bijeenkomst van de G7 in Williamsburg op 29 mei 1983.

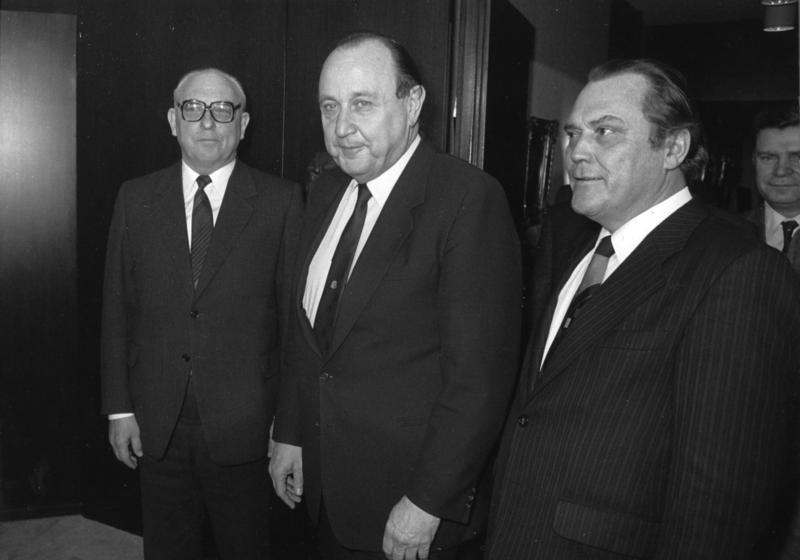
Sovjet minister van Elektrotechnische Industrie Aleksei Antonov en bondsminister van Buitenlandse Zaken Hans-Dietrich Genscher in Bonn op 22 januari 1985.

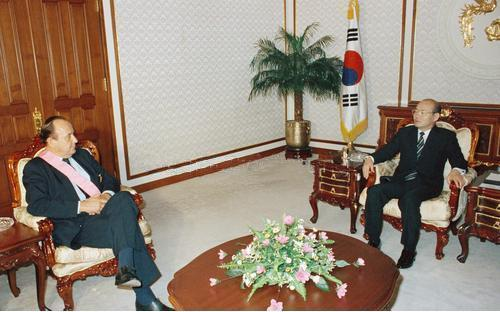
Bondsminister van Buitenlandse Zaken Hans-Dietrich Genscher en president van Zuid-Korea Chun Doo-hwan in Seoel op 8 juli 1985.

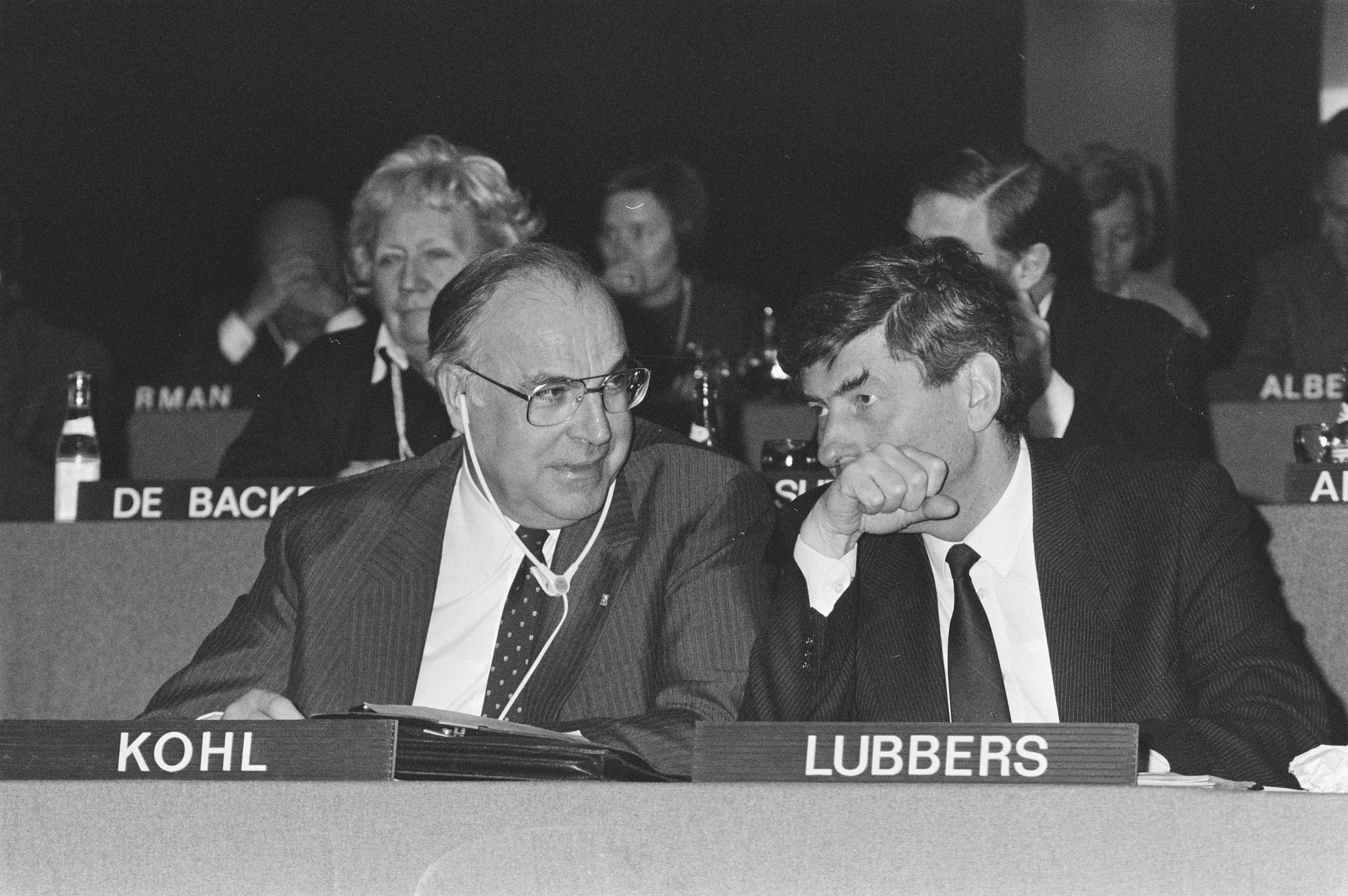
Bondskanselier Helmut Kohl en premier van Nederland Ruud Lubbers tijdens een bijeenkomst van de Europese Volkspartij in Den Haag 12 april 1986.

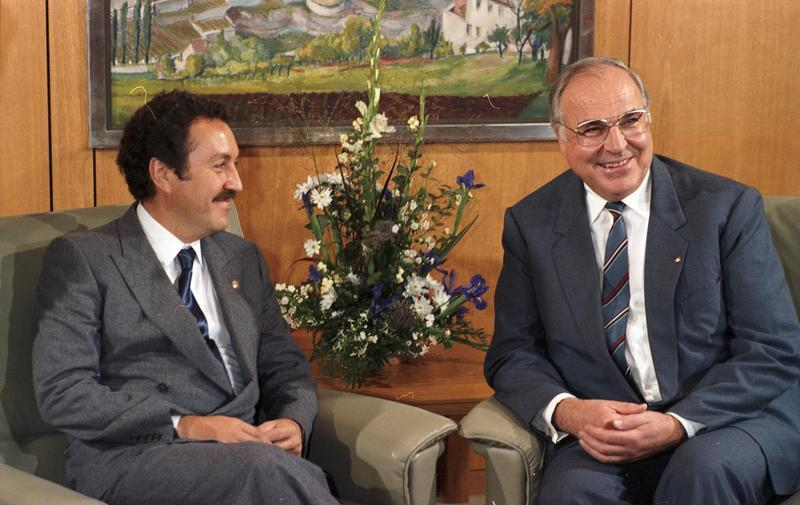
President van Guatemala Vinicio Cerezo en bondskanselier Helmut Kohl in Bonn op 14 oktober 1986.

| Ambtsbekleder                                                | Ambtsbekleder               | Ambtsbekleder                        | Functie(s)                                                                | Ambtstermijn      | Ambtstermijn      | Partij(en) |
| ------------------------------------------------------------ | --------------------------- | ------------------------------------ | ------------------------------------------------------------------------- | ----------------- | ----------------- | ---------- |
|                                                              | Helmut Kohl                 | Helmut Kohl (1930–2017)              | Bondskanselier                                                            | 1 oktober 1982    | 27 oktober 1998   | CDU        |
|                                                              | Hans-Dietrich Genscher      | Hans-Dietrich Genscher (1927–2016)   | Vicekanselier                                                             | 1 oktober 1982    | 18 mei 1992       | FDP        |
| Bondsminister van Buitenlandse Zaken                         | Hans-Dietrich Genscher      | Hans-Dietrich Genscher (1927–2016)   |                                                                           | 1 oktober 1982    | 18 mei 1992       | FDP        |
|                                                              | Friedrich Zimmermann        | Friedrich Zimmermann (1925–2012)     | Bondsminister van Binnenlandse Zaken                                      | 1 oktober 1982    | 21 april 1989     | CSU        |
|                                                              | Gerhard Stoltenberg         | Gerhard Stoltenberg (1928–2001)      | Bondsminister van Financiën                                               | 1 oktober 1982    | 21 april 1989     | CDU        |
|                                                              | Hans Engelhard              | Hans Engelhard (1934–2008)           | Bondsminister van Justitie                                                | 1 oktober 1982    | 18 januari 1991   | FDP        |
|                                                              | Otto Lambsdorff             | Graf Otto Lambsdorff (1926–2009)     | Bondsminister van Economische Zaken                                       | 1 oktober 1982    | 28 juni 1984      | FDP        |
|                                                              | Martin Bangemann            | Martin Bangemann (1934–2022)         | Bondsminister van Economische Zaken                                       | 28 juni 1984      | 10 december 1988  | FDP        |
|                                                              | Manfred Wörner              | Manfred Wörner (1934–1994)           | Bondsminister van Defensie                                                | 1 oktober 1982    | 18 mei 1988       | CDU        |
|                                                              | Heiner Geißler              | Heiner Geissler (1930–2017)          | Bondsminister van Volksgezondheid, Jeugd en Familie                       | 1 oktober 1982    | 26 september 1985 | CDU        |
|                                                              | Rita Süssmuth               | Rita Süssmuth (1937)                 | Bondsminister van Volksgezondheid, Jeugd en Familie                       | 25 september 1985 | 6 juni 1986       | CDU        |
| Bondsminister van Volksgezondheid, Jeugd, Vrouwen en Familie | Rita Süssmuth               | Rita Süssmuth (1937)                 | 6 juni 1986                                                               | 10 december 1988  |                   | CDU        |
|                                                              | Norbert Blüm                | Norbert Blüm (1935–2020)             | Bondsminister van Arbeid en Sociale Zaken                                 | 1 oktober 1982    | 27 oktober 1998   | CDU        |
|                                                              | Dorothee Wilms              | Dorothee Wilms (1929)                | Bondsminister van Onderwijs en Wetenschap                                 | 1 oktober 1982    | 12 maart 1987     | CDU        |
|                                                              | Werner Dollinger            | Werner Dollinger (1918–2008)         | Bondsminister van Verkeer                                                 | 1 oktober 1982    | 12 maart 1987     | CSU        |
|                                                              | Oscar Schneider             | Oscar Schneider (1927–2024)          | Bondsminister van Volkshuisvesting, Stedelijke Ontwikkeling en Woningbouw | 1 oktober 1982    | 21 april 1989     | CSU        |
|                                                              | Ignaz Kiechle               | Ignaz Kiechle (1930–2003)            | Bondsminister van Landbouw, Voedsel en Bosbeheer                          | 30 maart 1983     | 20 januari 1993   | CSU        |
|                                                              | Walter Wallmann             | Walter Wallmann (1932–2013)          | Bondsminister van Milieu, Klimaat, Natuur en Kernveiligheid               | 6 juni 1986       | 22 april 1987     | CDU        |
|                                                              | Christian Schwarz-Schilling | Christian Schwarz- Schilling (1930)  | Bondsminister van Posterijen en Telecommunicatie                          | 1 oktober 1982    | 17 december 1992  | CDU        |
|                                                              | Jürgen Warnke               | Jürgen Warnke (1932–2013)            | Bondsminister voor Economische Betrekkingen                               | 1 oktober 1982    | 12 maart 1987     | CSU        |
|                                                              | Heinrich Windelen           | Heinrich Windelen (1921–2015)        | Bondsminister voor Oost-Duitse Betrekkingen                               | 30 maart 1983     | 12 maart 1987     | CDU        |
|                                                              | Heinz Riesenhuber           | Heinz Riesenhuber (1935)             | Bondsminister voor Onderzoek en Technologie                               | 1 oktober 1982    | 21 januari 1993   | CDU        |
|                                                              | Waldemar Schreckenberger    | Waldemar Schreckenberger (1929–2017) | Chef des Bundeskanzleramts                                                | 1 oktober 1982    | 14 november 1984  | CDU        |
| Staatssecretaris voor Veiligheidsdiensten                    | Waldemar Schreckenberger    | Waldemar Schreckenberger (1929–2017) |                                                                           | 1 oktober 1982    | 14 november 1984  | CDU        |
|                                                              | Wolfgang Schäuble           | Wolfgang Schäuble (1942–2023)        | Bondsminister zonder portefeuille                                         | 14 november 1984  | 21 april 1989     | CDU        |
| Chef des Bundeskanzleramts                                   | Wolfgang Schäuble           | Wolfgang Schäuble (1942–2023)        |                                                                           | 14 november 1984  | 21 april 1989     | CDU        |

## Trivia
- Zeventien ambtsbekleders hadden ervaring as hoogleraar of wetenschapper: Helmut Kohl (historicus), Friedrich Zimmermann (jurist), Gerhard Stoltenberg (politicoloog en historicus), Otto Lambsdorff (jurist), Martin Bangemann (jurist), Manfred Woerner (jurist), Heiner Geissler (jurist), Rita Süssmuth (socioloog en pedagoog), Norbert Blüm (socioloog), Dorothee Wilms (econoom), Werner Dollinger (econoom), Oscar Schneider (politicoloog), Walter Wallmann (jurist), Christian Schwarz-Schilling (historicus), Jürgen Warnke (jurist), Heinz Riesenhuber (natuurkundige), Waldemar Schreckenberger en Wolfgang Schäuble (fiscaal jurist).